# Circle Hits the Flame – Best Off...
Circle Hits the Flame – Best Off... er det andet opsamlingsalbum af den danske rockgruppe Sort Sol, der udkom den 4. marts 2002 på Mercury Records og Columbia Records. Det indeholder sange fra gruppens fire studiealbum udgivet mellem 1991 og 2002 (Flow My Firetear, Glamourpuss, Unspoiled Monsters, og Snakecharmer). Det indeholder desuden tre nye sange, hvoraf "Holler High" og "Golden Wonder" blev udsendt som singler. Albummets tredje nye sang, "Circle Hits the Flame", er en engelsk version af "...Når solen stikker af", som Sort Sol skrev til radioprogrammet Tværs i 1994.
Albummet opnåede en førsteplads på hitlisten, og blev certificeret platin for 50.000 solgte eksemplarer.

## Spor
| #   | Titel                             | Oprindeligt album                          | Længde |
| --- | --------------------------------- | ------------------------------------------ | ------ |
| 1.  | "Holler High"                     |                                            | 4:15   |
| 2.  | "Next Century"                    | Snakecharmer                               | 3:37   |
| 3.  | "Rhinestone"                      | Snakecharmer                               | 3:58   |
| 4.  | "Golden Wonder"                   |                                            | 4:47   |
| 5.  | "Popcorn"                         | Glamourpuss                                | 4:15   |
| 6.  | "Let Your Fingers Do the Walking" | Glamourpuss                                | 4:39   |
| 7.  | "Brogue"                          | Snakecharmer                               | 4:40   |
| 8.  | "Dog Star Man"                    | Glamourpuss                                | 4:06   |
| 9.  | "Kiss the Streets"                | Unspoiled Monsters                         | 4:43   |
| 10. | "I'll Take Care Of You"           | Snakecharmer                               | 4:48   |
| 11. | "Midnight Train to Summer"        | Flow My Firetear                           | 4:08   |
| 12. | "Daughter o Sad"                  | Flow My Firetear                           | 3:14   |
| 13. | "Shaheeba Bay"                    | Glamourpuss                                | 4:08   |
| 14. | "Sol 66"                          | Unspoiled Monsters                         | 4:19   |
| 15. | "Elia Rising" (duet med Sissel)   | Snakecharmer                               | 4:25   |
| 16. | "Erlkönig"                        | Unspoiled Monsters                         | 6:36   |
| 17. | "Siggimund Blue"                  | Flow My Firetear                           | 4:17   |
| 18. | "Circle Hits the Flame"           | nyindspilning af "...Når solen stikker af" | 3:03   |

| 19. | "Sugar & Wine" (featuring The Jordanaires) | "Popcorn" (single)      | 3:42 |
| 20. | "...Når solen stikker af"                  | "Shaheeba Bay" (single) | 1:34 |